# Wakaterepapanui Island
Wakaterepapanui Island ist eine Insel der Inselgruppe Rangitoto Islands in der Region Marlborough im Norden der Südinsel von Neuseeland.

## Geographie
Wakaterepapanui Island befindet sich mit seiner Nachbarinsel Pūangiangi Island östlich des nördlichen Arms der Insel Rangitoto ki te Tonga/D’Urville Island, die die Nordostspitze der Südinsel bildet. Der Abstand zur Küste von Rangitoto ki te Tonga / D'Urville Island beträgt rund 2,38 km. Die Insel erstreckt sich über 1,87 km in Südsüdwest-Nordnordost-Richtung und misst an der breiteste Stelle rund 635 m in Ost-West-Richtung. Die höchste Erhebung der rund 72,3 Hektar großen Insel befindet sich in der Mitte der Insel und weist eine Höhe von 225 m auf.
Die südwestlich angrenzende Nachbarinsel Pūangiangi Island liegt rund 165 m entfernt und bis zu der dahinter liegenden Insel Tinui Island sind rund 1,5 km in südwestlicher Richtung zu überbrücken.